# فرج البنوني
فرج البنوني (22 يونيو 1979 بتونس - ) هو لاعب كرة قدم تونسي في مركز الوسط. لعب مع الاتحاد الرياضي المنستيري والنادي الأهلي والنادي الرياضي الصفاقسي.